# 필리핀 노멀 대학교
필리핀 노멀 대학교(필리핀어: Pamantasang Normal ng Pilipinas, 영어: Philippine Normal University, PNU)는 필리핀 마닐라에 위치한 대학교로, 공화국 법 제 9647조에 의거, 국가 자금 지원으로 운영되는 교사 교육을 위한 국립 센터로 건립되었다.
필리핀 노멀 대학교의 전신은 1901년 1월 21일 제74조에 제정, 1901년 9월 1일에 설립된 필리핀 노멀 스쿨(Philippine Normal School (PNS))이다. 이후 공화국 법 제416조에 의거하여 1949년 필리핀 노멀 대학 (Philippine Normal College (PNC))란 이름으로 2년제 전문 대학으로 전환되었다.
1965년에는 남아구산주, 이사벨라주, 서네그로스주에 걸쳐 캠퍼스가 설립되었고, 1991년 12월 26일에 케손주 캠퍼스 설립, 이후 현재의 PNU로 바뀌었다.